# Grewia oxyphylla
Grewia oxyphylla är en malvaväxtart som beskrevs av Karl Ewald Maximilian Burret. Grewia oxyphylla ingår i släktet Grewia och familjen malvaväxter. Inga underarter finns listade i Catalogue of Life.